# 道教名山
道教名山指被道教作为圣地（洞天福地）的山峰或山脉，例如中国的武当山、龙虎山、齐云山和青城山被称为四大道教名山。

## 十大洞天
- 十大洞天

## 三十六小洞天
- 三十六小洞天

## 七十二福地
- 七十二福地

## 四大道教名山
中国四处主要的道教圣地，分别是：
- 位于湖北省十堰丹江口市的武当山；
- 位于四川省成都都江堰市的青城山；
- 位于江西省鹰潭贵溪市的龙虎山；
- 位于安徽省黄山休宁县的齐云山。

## 道教发源地
- 位于四川成都大邑的鹤鸣山；

## 五岳
- 泰山，位于山东省泰安市境内。古名岱山，又称岱宗。也称为“东岳”。
- 华山，位于陕西渭南华阴市。也称为“西岳”。[1]；
- 衡山，位于湖南省衡阳衡山县。也称为“南岳”。
- 恒山，位于山西省大同浑源县。也称为“北岳”。
- 嵩山，位于河南省郑州登封市。也称为“中岳”。

## 其他道教名山
- 罗浮山，位于中国广东省惠州[2]；
- 昆嵛山，位于山东省威海市和烟台市交界处。
- 崂山，位于山东省青岛市[3]；
- 云梦山（鬼谷山），位于河南省鹤壁淇县[4]；
- 天桂山，位于河北省石家庄市西北约90公里处的平山县境内[5]。
- 茅山，位于江苏省句容市和常州市金坛区交界处。
- 云台山，位于河南省焦作市修武县境内。
- 千山，位于辽宁省鞍山市东南。古称积翠山，又名千顶山。
- 苍岩山，位于河北省石家庄市西南70多公里处的井陉县境内。地处太行山东麓。
- 崆峒山，位于甘肃省平凉市西。古称空同山。
- 太姥山，位于福建宁德福鼎市境内。
- 王屋山，位于河南省济源市西北。
- 终南山，位于陕西西安鄠邑区。
- 阁皂山，位于江西宜春樟树市。
- 三清山，位于江西上饶玉山县。
- 绵山，位于山西介休市。